# Achatocarpus microcarpus
Achatocarpus microcarpus, jedna od devet biljnih vrsta roda Achatocarpus, porodica Achatocarpaceae. Raste od Bolivije do Paragvaja. Fanerofit (biljke iznad 3 metra visine) ili nanofanerofit (od pola do tri metra).

## Sinonimi
- Achatocarpus microcarpus var. subspathulatus Heimerl, Verh. K. K.